# Johann Mattheson

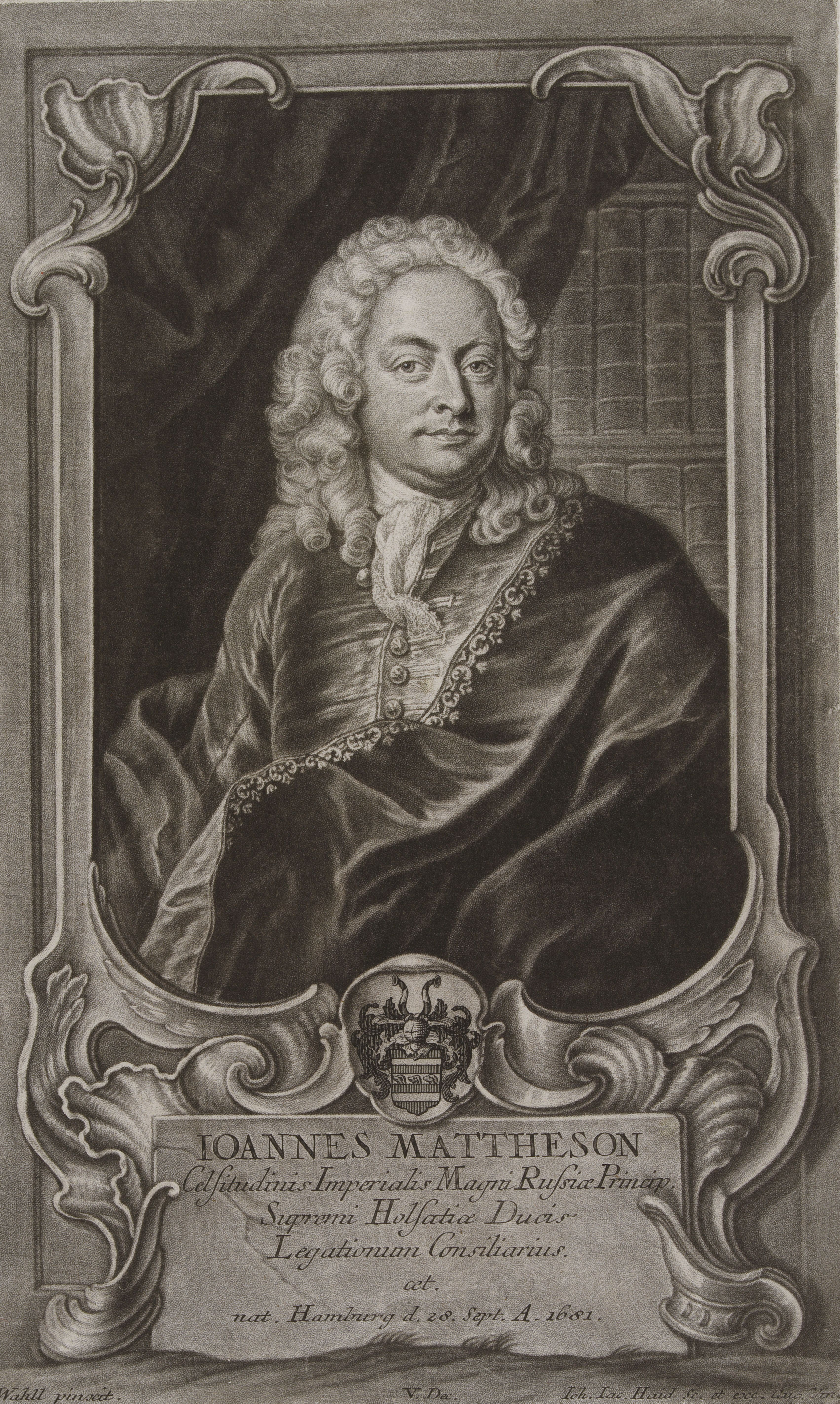
Johann Mattheson
(Kupferstich von Johann Jacob Haid 1746 nach Johann Salomon Wahl)

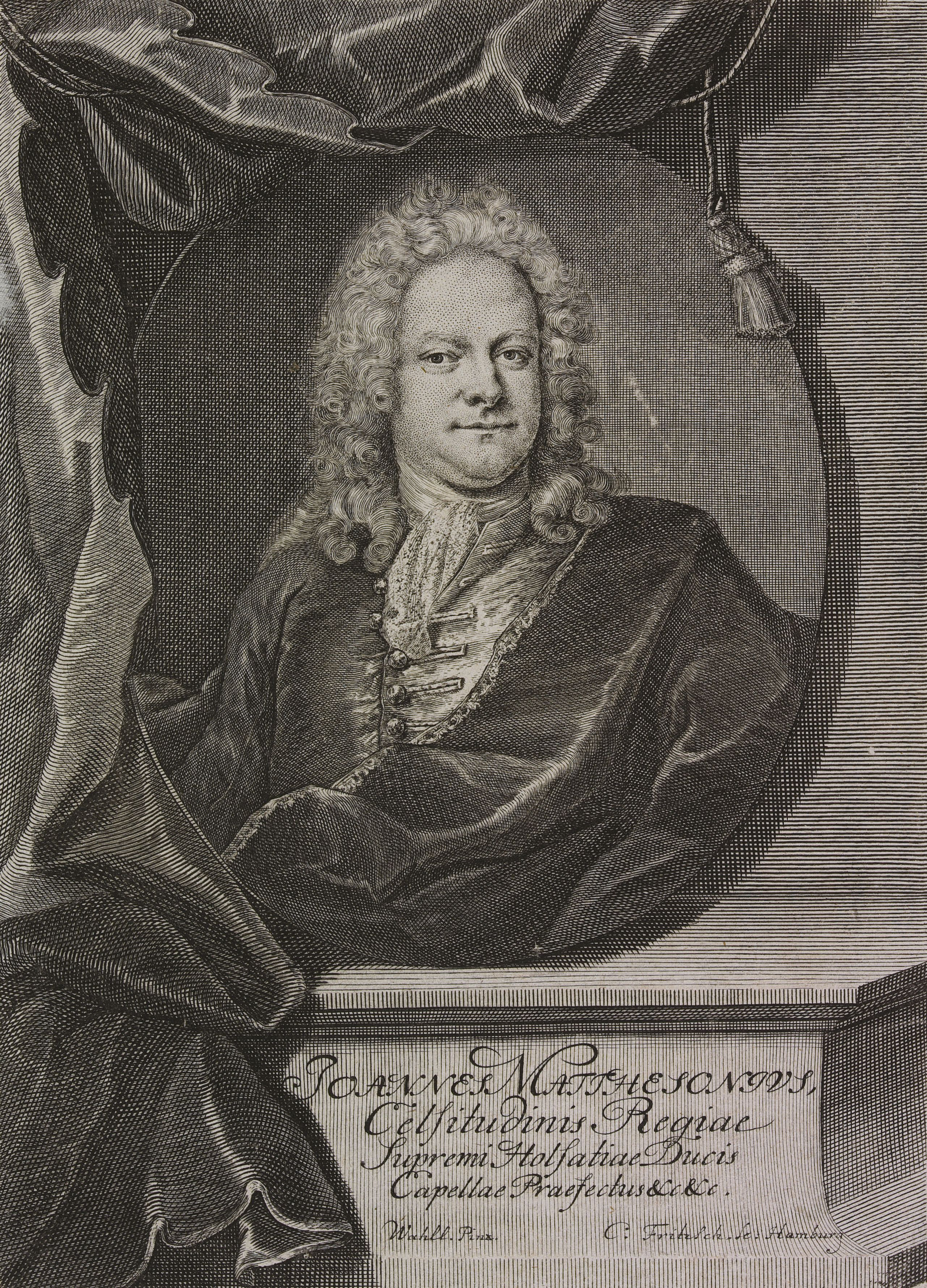
Johann Mattheson
(Kupferstich von Christian Fritzsch 1769 nach Johann Salomon Wahl)

Johann Mattheson (Pseudonym: Aristoxenus jun.; * 28. September 1681 in Hamburg; † 17. April 1764 ebenda) war ein deutscher Opernsänger (Tenor), Komponist, Musikschriftsteller und Mäzen. Aristoxenus jun. bzw. Aristoxenus, der jüngere, ist sein Pseudonym, durch das er sich als geistesverwandt mit dem antiken Philosophen und Musiktheoretiker Aristoxenos ausgab.

## Leben
Als Sohn eines reichen Hamburger Kaufmanns erhielt Johann Mattheson früh eine umfassende Ausbildung sowohl in Fremdsprachen (Englisch, Französisch, Italienisch und Latein) wie auch auf musikalischem Gebiet (Gesang, Violine, Orgel und Cembalo). Einer seiner Lehrer war der Organist Johann Nicolaus Hanff. Nach und nach erlernte er auch die Gambe, Blockflöte, Oboe und Laute.
Bereits im Alter von neun Jahren sang er, sich selbst auf der Harfe begleitend. Er war Organist und Mitglied des Hamburger Opernchores. Wenige Jahre später sang er dort als Solist, leitete Proben und komponierte 1699 seine erste Oper; er leitete selbst die Aufführung und sang eine Hauptrolle.
Im Jahre 1703 lernte er hier Georg Friedrich Händel kennen und schloss eine lebenslange, wenn auch nicht unproblematische Freundschaft. Sie tauschten intensiv ihr Wissen aus, selbst wenn es zu handfesten Auseinandersetzungen wegen musikalischer Ansichten kam. Während einer Aufführung von Matthesons Oper Cleopatra entstand ein mit einem Duell endender Streit um die musikalische Leitung. Ein Knopf an Händels Jacke verhinderte eine ernsthafte Verletzung. Die Kontrahenten versöhnten sich noch am selben Abend. Allerdings fühlte sich Mattheson offenbar zeitlebens von Händel geringgeschätzt.
Mattheson und Händel bewarben sich um die Nachfolge von Dieterich Buxtehude als Organist in Lübeck, die aber schließlich keiner der beiden annahm. Schließlich wurde das Amt von Johann Christian Schieferdecker übernommen, der bereit war, die älteste Tochter Buxtehudes zu heiraten, was als Bedingung festgelegt worden war. Mattheson und Händel kehrten nach Hamburg zurück, wo Mattheson 1704 den Posten als Hofmeister, bald auch Sekretär und Korrespondent des englischen Gesandten erhielt, den er bis ins hohe Alter ausübte und der ihm ein Auskommen und einen gehobenen sozialen Status sicherte. Er beendete im folgenden Jahr seine Tätigkeit als Opernsänger und heiratete 1709 Catharina Jennings, eine englische Pastorentochter; die Ehe blieb kinderlos.
Zwischen dem 31. Mai 1713 und dem 26. Mai 1714 gab Mattheson in Hamburg die Zeitschrift Der Vernünfftler heraus, die erste deutschsprachige „Moralische Wochenschrift“. Dies waren auf Hamburgs Verhältnisse gezielte und ins Deutsche übersetzte Auszüge aus den beiden englischen Zeitschriften Tatler und Spectator. Obwohl die Zeitschrift nur gut ein Jahr lang erschien, hatte sie einen nachhaltigen Einfluss auf „die gesamte Entwicklung der deutschen Literatursprache“.
Im Jahre 1715 wurde er Vikar und 1718 Musikdirektor am Hamburger Dom. Diese Stelle musste er 1728 aufgeben, als es zu einem schwerwiegenden Streit mit den Sängern seiner Oratorien kam, die ihn fortan boykottierten. Zudem ließ sein Gehör stark nach, seine Schwerhörigkeit wurde immer gravierender, bis er ganz ertaubte.
In dieser späten Periode verfasste er musiktheoretische Schriften, wie die Generalbaßschule (1731), Die exemplarische Organistenprobe (1731), Kern melodischer Wissenschafft, bestehend in den auserlesensten Haupt- und Grund-Lehren der musicalischen Setz-Kunst oder Composition (1737) sowie Der vollkommene Capellmeister (1739), der von Lorenz Christoph Mizler in seiner Musikalischen Bibliothek ausführlich vorgestellt und rezensiert wurde. Zudem gab er Zeitschriften heraus, wie die erste deutsche Musikzeitschrift Der musicalische Patriot (1728/29), und übersetzte Romane und Fachliteratur aus dem Englischen, Französischen, Italienischen und Lateinischen.
Seine Grundlage einer Ehren-Pforte von 1740 ist ein umfassendes Werk über 149 Musiker, deren Biografien er zum Teil durch persönlichen Kontakt kannte, viele der Artikel sind zudem Autobiographien, die ohne Matthesons Aufforderung wohl nicht entstanden wären. 1761, also schon zwei Jahre nach Händels Tod, gab er die deutsche Übersetzung der ersten Händel-Biografie von John Mainwaring heraus, Memoirs of the Life of the Late George Frederic Handel, der ersten in Buchform erschienenen Biografie eines Komponisten überhaupt.
Zu Matthesons Trauerfeier erklang das zu diesem Anlass von ihm selbst verfasste Oratorium Das fröhliche Sterbelied. Er wurde im Gruftgewölbe der St.-Michaelis-Kirche in Hamburg beigesetzt, wo sein Grabmal bis heute öffentlich sichtbar ist. Mit diesem Grabmal „zu ewigen Zeiten“ revanchierte sich die erst kurz zuvor wiedererrichtete Kirche für sein Vermächtnis von 44.000 Mark für den Bau einer neuen Orgel, die er mit dem Orgelbauer Johann Gottfried Hildebrandt gemeinsam konzipiert hatte.

## Matthesons Sicht der Musik im musiksoziologischen Kontext
Im Gegensatz zum Zeitgeist zu Beginn des 18. Jahrhunderts vertrat Mattheson die Auffassung, dass die Musik nicht theologisch, sondern sozial sein sollte. Die Musik soll nach Mattheson ihren eigenen Regeln folgen und nicht von außen auferlegten kontrapunktischen Regeln unterliegen, die sie in ein scheinbar wohlgestaltetes Korsett zwängen. Sie soll nicht allein zu Gottes Ehre (Soli Deo Gloria) komponiert und gespielt werden, sondern vielmehr um den Menschen zu gefallen und sie u. a. zum Tanz zu bewegen. Mattheson prägte daher ein für seine Zeit untypisches, gesellschaftlich ausgerichtetes Musikverständnis – ganz nach dem Vorbild des in Frankreich aufkommenden galanten Stils, der dabei stets von einem elitären, exklusiven Menschenbild ausging.
Zudem störte sich Mattheson an der Tatsache, dass erstens viele Musiker ungebildet und häufig schlecht bezahlt waren und daher die Qualität der Musik seiner Meinung nach nicht „galant“ genug war. Zweitens waren viele geistliche Musiktexte in Deutschland in Latein verfasst und wurden daher nicht von der breiten Masse verstanden, wodurch auch sie nicht „galant“ sein konnten. Drittens nahm das Publikum Musik meist ohne Kritik und Reflexion im Sinne eines bloßen Konsumgutes auf. Nicht nur die Musiker seien demnach schuld an schlechter Musik, sondern auch das Publikum, welches durch die Hinnahme aller Qualitätsstufen von Musik aktiv zu deren Verfall beitrage. Doch auch die Musiker jener Zeit konnten seiner Meinung nach zu einer besseren Musikpraxis beitragen, indem sie sich mit der Musik an sich beschäftigten und sich nicht von Musikkritikern beeinflussen ließen.

## Werke
Mattheson komponierte sechs Opern (und nahm weitere Bearbeitungen fremder Opern vor), 33 Oratorien, Orchesterwerke und Kammermusik. Ein Großteil seiner Werke wird in der Hamburger Staatsbibliothek aufbewahrt. Sie waren seit der Auslagerung im Zweiten Weltkrieg verschollen und wurden 1998 aus Jerewan in Armenien zurückgegeben.

### Opern
- Die Plejades, oder das Siebengestirne (Friedrich Christian Bressand), Singspiel, Hamburg 1699 und Braunschweig 1699; Musik weitestgehend verloren
- Der edelmühtige Porsenna (Bressand), Singspiel 4 Akte, Hamburg 1702.
- Der Tod des großen Pans, Trauermusik (Ehrenpforte: „Trauerspiel“) auf den Opernbegründer Gerhard Schott (Heinrich Hinsch), 1702 Hamburg; Musik (z. T. von Georg Bronner) verloren
- Victor, Hertzog der Normannen, (Hinsch), Pasticcio 3 Akte, 1702 Hamburg (1. Akt von Schieferdecker, 3. Akt Bronner); Musik verloren
- Die unglückselige Cleopatra, Königin von Egypten oder Die betrogene Staats-Liebe (Friedrich Christian Feustking), dramma per musica 3 Akte, 20. Oktober 1704 Hamburg (Partitur: Schott, Mainz)
- Le Retour du siècle d’or, das ist Die Wiederkehr der güldnen Zeit (Gräfin Löwenhaupt, vielleicht Amalie Wilhelmine von Königsmarck?), französisches Operetgen, Holstein 1705, Nehmten und Perdoel; Text und Musik verloren
- Boris Goudenow, oder Der durch Verschlagenheit erlangte Thron (Mattheson), dramma per musica 3 Akte, Hamburg 1710, nicht aufgeführt bis 2005 (in Hamburg konzertant; in Boston szenisch)
- Die geheimen Begebenheiten Henrico IV, Königs von Castilien und Leon oder Die getheilte Liebe (Johann Joachim Hoë) 9. Februar 1711 Hamburg

### Oratorien
- Die heilsame Geburt und Menschwerdung unsers Herrn und Heilandes Jesu Christi Hamburg 1715.
- Chera oder Die leidtragende und getröstete Witwe zu Nain Hamburg 1716.
- Die gnädige Sendung Gottes des Heiligen Geistes Hamburg 1716.
- Cum Christo. Der verlangte und erlangte Heiland. Oratorium auff Weinachten Hamburg 1716.
- Der siegende Gideon (Johann Georg Glauche) Hamburg 1717.
- Der reformirende Johannes (Johann Georg Glauche) Hamburg 1717.
- Der für die Sünde der Welt gemarterte und sterbende Jesus (Barthold Heinrich Brockes) Hamburg 1718
- Der aller-erfreulichste Triumph oder Der überwindende Immanuel Hamburg 1718.
- Die glücklich-streitende Kirche Hamburg 1718.
- Die Frucht des Geistes (Erdmann Neumeister) Hamburg 1719.
- Christi Wunder-Wercke bey den Schwachgläubigen (Hoefft) Hamburg 1719.
- Die göttliche Vorsorge über alle Creaturen (König) Hamburg 1718.
- Die durch Christi Auferstehung bestätigte Auferstehung aller Todten (M. Weichmann) Hamburg 1720.
- Das Größte Kind in einem Oratorio auff weynacht Hamburg 1720
- Der Blutrünstige Kelter-Treter und von der Erden erhöhete Menschen-Sohn Hamburg 1721.
- Das irrende und wieder zurecht gebrachte Sünden-Schaaf Hamburg 1721.
- Der unter den Todten gesuchte und unter den Lebendigen gefundene Sieges-Fürst Hamburg 1722.
- Das Große in dem Kleinen oder Gott in dem Herzen eines gläubigen Christen Hamburg 1722.
- Das Lied des Lammes (Christian Heinrich Postel) Hamburg 1723
- Der liebreiche und geduldige David Hamburg 1724
- Der aus dem Löwen-Graben befreyte himmlische Daniel (Tobias Heinrich Schubart) Hamburg 1725.
- Das gottseelige Geheimniß (Erdmann Neumeister) Hamburg 1725.
- Der undanckbare Jerobeam (Mattheson) Hamburg 1726.
- Der gegen seine Brüder barmherzige Joseph (Tobias Heinrich Schubart) Hamburg 1727.
- Das durch die Fleischwerdung des ewigen Wortes erfüllte Wort der Verheißung (Wend) Hamburg 1727.
- Das fröhliche Sterbelied (Mattheson) Hamburg 1760/61, 25. Apr. 1764.

### Kammermusik
- XII Sonates à 2-3 flutes sans basse, Amsterdam 1708, Mortier, 2. Auflage 1708, Roger
- 12 Suiten für Cembalo / als Pièces de Clavecin en Deux Volumes Hamburg 1714 / Harmonisches Denckmahl, London 1714.
- Der brauchbare Virtuoso. Zwölf Sonaten für Violine oder Traversflöte & Basso continuo. 1717, Druck Hamburg 1720.

### Schriften (Auswahl)

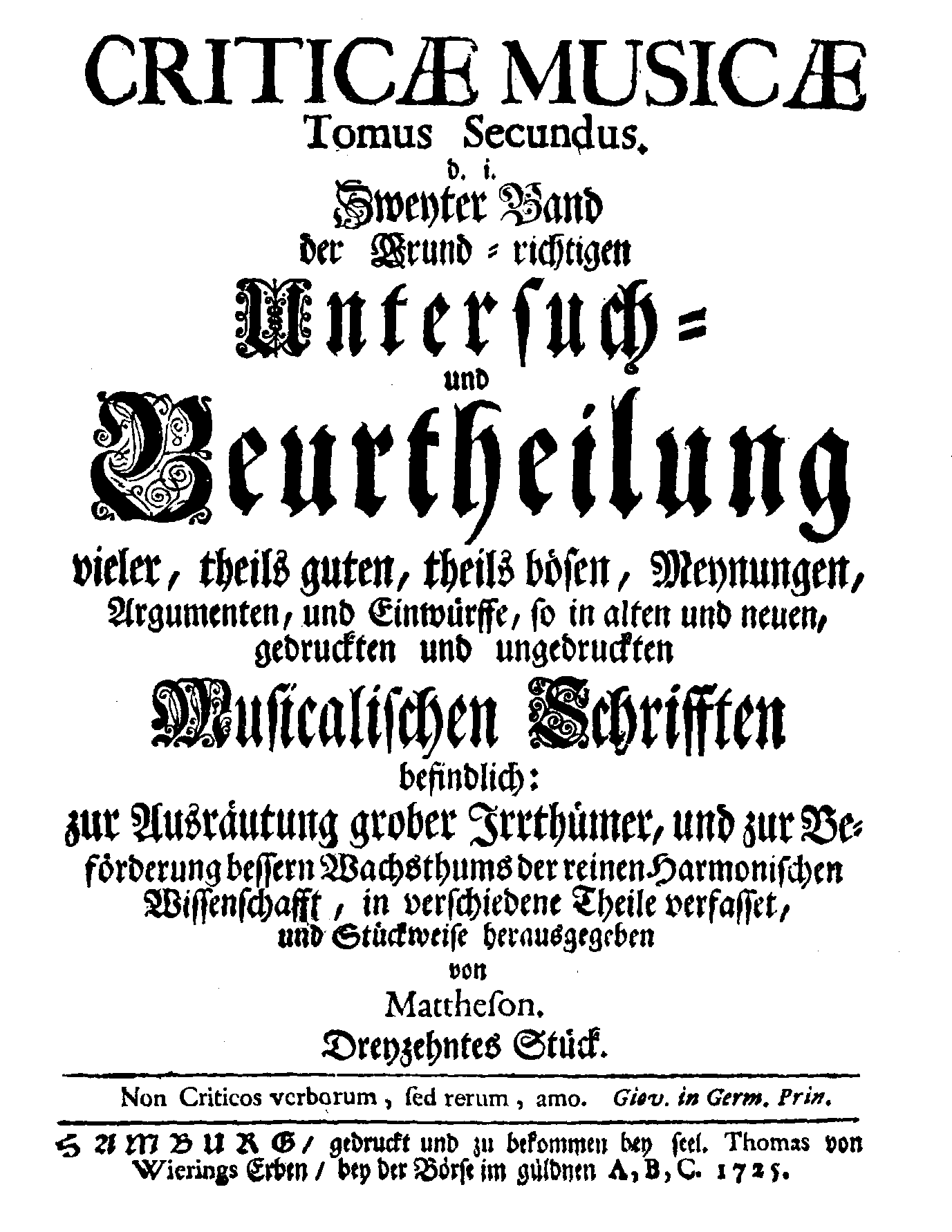
Critica musica 1725

- Das neu-eröffnete Orchestre. Hamburg 1713, koelnklavier.de und Digitalisat in der Google-Buchsuche.
- Das beschützte Orchestre. Hamburg 1717, imslp.org und Digitalisat in der Google-Buchsuche.
- Exemplarische Organisten-Probe. Hamburg 1719 Digitalisat in der Google-Buchsuche.
- Der brauchbare Virtuoso. Hamburg 1720.
- Das forschende Orchestre. Hamburg 1721, imslp.org.
- Critica musica. Hamburg 1722–1725, Digitalisate: Band 1, Band 2 in der Google-Buchsuche.
- Der Musicalische Patriot. Hamburg 1728. imslp.org.
- Grosse General-Baß-Schule Oder: Der exemplarischen Organistenprobe. Hamburg 1731, archive.org.
- Kleine Generalbaß-Schule. Hamburg 1734.
- Kern Melodischer Wissenschafft, bestehend in den auserlesensten Haupt- und Grund-Lehren der musicalischen Setz-Kunst oder Composition, als ein Vorläuffer des Vollkommenen Capellmeisters. Hamburg 1737, urn:nbn:de:bvb:12-bsb10271132-0.
- Der vollkommene Capellmeister. Hamburg 1739.
- Grundlage einer Ehren-Pforte. Hamburg 1740, Digitalisat in der Google-Buchsuche
  - Nachdruck: Berlin 1910 archive.org (teilweise geändert, mit Matthesons Nachträgen)
- Behauptung der himmlischen Musik. Hamburg 1747.
- Georg Friderich Händels Lebensbeschreibung. Hamburg 1761 (Deutsche Übersetzung von Mainwaring’s Memoiren, mit zusätzlichem Material)[11]
- John Mainwaring: Leben und Musik des Georg Friedrich Händel. Vorwort und Übersetzung Johann Mattheson. Revidierte Neuausgabe. Heupferd Musik Verlag, Dreieich 2010, ISBN 978-3-923445-08-0.

#### Schriften unter dem PseudonymAristoxenus, der Jüngere
- Gültige Zeugnisse über die jüngste Mathhesonisch-Musicalische Kernschrift. Hamburg 1738.
- Die neueste Untersuchung der Singspiele. Hamburg 1744.
- Arestoxeni junioris Phthongologia systematica. Hamburg 1748.

### Nachlass
- Wolfgang Hirschmann, Bernhard Jahn (Hrsg.): Johann Mattheson. Texte aus dem Nachlass. Schriften zu den Rubriken: Biographisches, Publizistik, Philosophie und Ästhetik, Theologie und Moral, Musik, Gedichte. Hildesheim 2014, ISBN 978-3-487-14531-0.[12]